# Melampyrum laciniatum
Melampyrum laciniatum là loài thực vật có hoa thuộc họ Cỏ chổi. Loài này được Koshevn. & Zing. mô tả khoa học đầu tiên.